# Legends of Tomorrow
DC's Legends of Tomorrow o simplement Legends of Tomorrow és una sèrie de televisió creada per Greg Berlanti, Andrew Kreisberg, Marc Guggenheim i Phil Klemmer. Aquests són també executors productius juntament amb Sarah Schechter i Kris Fedak. Klemmer i Fedak van treballar primer de productors creadors (showrunner), però a la quarta temporada aquest rol el van assumir Klemmer amb Keto Shimizu. La sèrie, basada en personatges de DC Comics, és un spin-off de Arrow i The Flash, per la qual cosa comparteixen el mateix univers de ficció: l'Arrowverse. Va ser estrenada el 21 de gener de 2016 a The CW. Després de set temporades, va ser ser cancelada el 29 d'abril de 2022.

## Argument
Després d'haver vist el futur, el viatger del temps Rip Hunter tractarà desesperadament d'evitar-ho aconseguint la tasca de reunir a un dispar grup d'herois i vilans per enfrontar una amenaça imparable, en la qual no solament la seguretat del planeta està en joc sinó el temps mateix.

## Resum per temporades
A la primera temporada, Rip Hunter deixa l'organització dels Mestres del Temps després que el tirà immortal Vandal Savage conquista el món i assassina la seva dona i el seu fill l'any 2166. Per salvar a la humanitat i venjar la seva família, Rip recluta un equip de vilans i superherois format per Ray Palmer / The Atom, Sara Lance /White Canary, Martin Stein i Jefferson Jackson / Firestorm, Kendra Sauders / Hawkgirl, Carter Hall / Hawkman, Leonard Snart /Captain Cold i Mick Rory / Heat Wave. Aquests viatgen a través del temps en una nau del temps robada, la Waverider, per parar-li els peus a Vandal Savage. Mentrestant, els Mestres del Temps envien a Chronos per parar la intervenció de Rip a la línia temporal. Al final, resulta que els Mestres del Temps estaven treballant amb Savage des del principi, ja que el mandat del vilà haurà de parar una invasió alienígena en el futur. Per acabar amb aquesta aliança, l'equip destrueix l'organització, però això li costa la vida a Leonard Snart. Finalment, les Llegendes maten a Vandal Savage.
A la segona temporada, Rip desapareix i l'historiador Nate Heywood reuneix a l'equip que havia estat dispersat a través del temps pel capità. Sara Lance llavors assumeix el rol de capitana i a l'equip s'afegeixen tant Nate Heywood/ Citizen Steel, que més tard obtindrà l'habilitat de tornar-se de ferro, i Amaya Jiwe / Vixen, una membre de la Justice Society of America que es vol venjar del corredor Eobard Thawne. L'equip es dedicarà ara a protegir la línia temporal d'aberracions, i a parar-li els peus a la Legió del Mal (Legion of Doom), un trio format per Malcolm Merlyn, Eobard Thawne i Damien Dark, tots de diferents moments en el temps, que volen reescriure la realitat al seu gust amb la Llança del destí (Spear of Destiny). A la Legió s'afegeix també Leonard Snart del passat. Tot i que els vilans arriben a canviar la realitat, les Llegendes acaben vencent i retornant-los a tots als seus temps adequats.
A la tercera temporada, Rip forma el Buró del Temps (Time Bureau) per reemplaçar els Mestres del Temps, i acomiada les Llegendes per causar anacronismes (persones o coses desplaçades del seu temps original). Quan Ava Sharpe, agent del Buró, és capturada per Juli Cesar, Rip es veu forçat a rehabilitar les Llegendes i retornar-los la Waverider. Al llarg de la temporada, el dimoni Mallus forma una secta dirigida per Nora Dark, la filla de Damien Dark. Aquesta cerca els sis tòtems de Zambesi, el poble africà del qual prové Amaya. Tant ella com Zari Tomaz, una hacker del futur, porten un d'aquests tòtems. Les Llegendes, amb l'ajuda de Wally West, vencen a Mallus utilitzant els sis tòtems per convertir-se en un ninot gegant anomenat Beebo. També, durant la temporada es forma una relació amorosa entre la capitana Sara Lance i l'agent, i posteriorment directora, del Buró del Temps, Ava Sharpe.
A la quarta temporada, després del sacrifici de Rip durant la batalla contra Mallus, John Constantine, detectiu del supernatural, adverteix a les Llegendes que moltes altres criatures màgiques a part de Mallus van escapar l'infern. Llavors l'equip es dedica aquesta temporada a capturar aquests "fugitius màgics", amb l'addició de Constantine, Charlie (una canvia formes) i Mona Whu (que es converteix en Kaupe quan està enfadada). La relació entre Sara i Ava avança, i Ray i Nora s'enamoren. Aquesta última esdevé una fada. El vilà de la temporada és el dimoni Neró, que és retornat a l'infern a durant un espectacle a Heyworld, que tenia l'objectiu d'ajudar els humans a tenir menys por de les criatures màgiques. A causa d'aquest canvi moral que efectuen les Llegendes en el present, el futur canvia, i Zari és reemplaçada pel seu germà Behrad com a portadora del tòtem de l'aire i membre de l'equip.
A la cinquena temporada, Astra Logue, una noia que John Constantine va enviar a l'infern accidentalment en un exorcisme, ha ressuscitat a diversos personatges històrics malvats (anomenats Encores). Mentrestant, es revela a Charlie com a Cloto, una de les tres Moires gregues. Llavors, les seves dues germanes la persegueixen per trobar el Teler del destí. Al final de la temporada, les Llegendes derroten les Moires. Mona, Charlie, Ray i Nora se'n van de l'equip, però Astra s'afegeix amb John com a mentor i company de pis. Sara és capturada per un raig misteriós.
A la sisena temporada, es revela que Sara ha estat segrestada per aliens. Aquests són Gary i la seva promesa, Kayla. El segrest de Sara ha estat planejat per Bishop, el científic que va crear els clons Ava. Aquest planeja crear el guerrer perfecte, barrejant l'ADN de Sara amb el de diversos aliens. Mentre intenta escapar, Sara allibera un conjunt d'alienígenes que queden distribuits a través de l'espai-temps. En conseqüència, en aquesta temporada l'equip es concentrarà en atrapar-los i trobar a Sara. Un d'aquests aliens és Kayla, de la que Mick s'enamorarà. Per trobar a Sara, s'afegeix a l'equip Esperança "Spooner" Cruz. Ella viu apartada de la societat després d'haver estat segrestada per alienígenes i poder comunicar-se amb ells. Quan ja han recuperat a Sara, Bishop intenta destruir la Font de l'Imperi per conquerir la terra. Un cop destruïda, el malvat envia un alienígenes a destruir-ho tot, però les Llegendes ressusciten la Font i paren la invasió. Mick i Kayla tenen fills i marxen de l'equip. Sara i Ava es casen. Una Waverider falsa destrueix la nau de veritat, i l'equip queda atrapat en 1925.
A la setena i última temporada, les Llegendes intenten tornar al present. Astra dona forma humana a la intel·ligència artificial de la nau, Gideon, que passa a ser un membre de l'equip. Aquest es fa pas fins a Nova York per trobar Gwyn Davis, el científic que va inventar el viatge en el temps. Mentrestant, es revela que el Bishop jove havia copiat a Gideon (la IA de la nau) abans que li esborressin la ment, i està recuperant la memòria. Es converteix en un Mestre del Temps i s'adona que les Llegendes no són tan dolentes com li havia dit la còpia de Gideon. Bishop es sacrifica i l'equip ha de lluitar contra els clons-robot que la còpia de Gideon ha creat. Quan els han vençut, es dirigeixen cap a la Primera Guerra Mundial per salvar el soldat Alun Thomas, del que Gwyn està enamorat. Per salvar-lo han de lluitar contra Mike, un fixador (gent que s'assegura que certs punts primordials de la història no siguin modificats). Aquest roba la Waverider mentre Nate perd els seus poders salvant a Alun. Llavors, Nate es retira de l'equip per anar a viure a dins d'un tòtem amb la seva xicota Zari. La Waverider retorna a l'escena, però a dins troben en Mike emmanillat, que es revela com a Booster Gold mentre la policia del temps arresta a l'equip.

## Filmació
Els sets de gravació de la sèrie es troben a Vancouver, Canadà, juntament amb els d'altres sèries de The CW com The Flash, Arrow o Supergirl. Aquest fet facilita també la gravació dels crossovers, com Invasió, Crisis en Terra X i Crisi en Terres Infinites, a més dels petits crossovers ocasionals entre dues de les sèries. Cada sèrie té la seva il·luminació i manera de gravar, que s'aplica també quan entren personatges externs. Però a més d'una il·luminació que s'adapta al temps històric on es trobin els personatges en cada moment, el rodatge d'aquesta sèrie té una particularitat: el set de la Waverider és una sola peça. És a dir, els diferents espais estan connectats entre ells (habitacions, passadissos, cuina, etc.) de manera que es pot recórrer tota la nau de manera continuada. El cinematògraf Mahlon Todd Williams, encarregat de l'estil visual de la sèrie, explica: "Si volguessis, podries fer un pla seqüència de 10 minuts i seguir a un personatge a través de tot el set de la Waverider".
A part de la gravació física, també cal esmentar que una gran part de la sèrie està creada o completada per efectes visuals. El CGI representa una peça primordial per donar sentit a la sèrie. Els efectes especials s'utilitzen per representar visualment els poders dels personatges i les escenes d'acció. El pressupost de Legends of Tomorrow és el més elevat de les sèries de l'Arrowverse precisament a causa de la importància del CGI en aquesta sèrie. A això se li suma que cada temporada consta de menys episodis, per això es considera que els efectes visuals de la sèrie són més realistes que els d'altres, com The Flash. Aquests efectes també són emprats per fer les escenes més segures. Per exemple, a l'episodi tres de la primera temporada, Sara Lance llença un ganivet de CGI a la cara d'una dona. Si fos un ganivet de veritat o de plàstic el perill seria molt elevat.

## Elenc
| Actor                     | Personatge                        | Temporada | Temporada |
| Actor                     | Personatge                        | 1         | 2         |
| ------------------------- | --------------------------------- | --------- | --------- |
| Victor Garber             | Martin Stein/Firestorm            | Principal | Principal |
| Brandon Routh             | Ray Palmer/Atom                   | Principal | Principal |
| Arthur Darvill            | Rip Hunter                        | Principal | Principal |
| Caity Lotz                | Sara Llanci/Canari Blanco         | Principal | Principal |
| Franz Drameh              | Jefferson "Jax" Jackson/Firestorm | Principal | Principal |
| Ciara Renée               | Kendra Saunders/Chica Falcó       | Principal |           |
| Falk Hentschel            | Carter Hall/Home Falcó            | Principal |           |
| Amy Pemberton             | Gideon                            | Principal | Principal |
| Dominic Purcell           | Mick Rory/Heat Wave/Chronos       | Principal | Principal |
| Wentworth Miller          | Leonard Snart/Capità Fred         | Principal | Recurrent |
| Maisie Richardson-Sellers | Amaya Jiwe/Vixen                  | Principal |           |
| Nick Zano                 | Nate Heywood/Citizen Steel        | Principal |           |
| Matt Letscher             | Eobard Thawne/Flaix-Revers        | Principal |           |

| Temporada | Temporada | Episodis             | Emissió original   | Emissió original |
| Temporada | Temporada | Episodis             | Inici              | Final            |
| --------- | --------- | -------------------- | ------------------ | ---------------- |
| 1         | 16        | 21 de gener de 2016  | 19 de maig de 2016 |                  |
| 2         | 17        | 13 d'octubre de 2016 | Por anunciarse     |                  |

## Desenvolupament
L'11 de gener de 2015, durant la Gira de premsa d'hivern de la Television Critics Association, el president de The CW Mark Pedowitz, al costat dels creadors de Arrow Greg Berlanti, Marc Guggenheim i Andrew Kreisberg, van revelar que es troben en "xerrades primerenques" i treballant en "una idea molt general" sobre una possible sèrie centrada en Atom/Ray Palmer (Brandon Routh). No obstant això, el 26 de febrer de 2015, es va revelar que la cadena està treballant en un projecte que comptarà amb diversos personatges d'ambdues sèries i serà protagonitzat per Routh, Victor Garber, Wentworth Miller i Caity Lotz; a més de comptar amb tres nous superherois.